# Assedio di Famagosta
L'assedio della città di Famagosta da parte degli Ottomani ai danni della Repubblica di Venezia fu la battaglia decisiva che permise ai Turchi di impossessarsi dell'intera isola di Cipro; l'assedio durò quasi un anno, dal 22 agosto 1570 al 4 agosto 1571.

## L'assedio
Mentre sull'isola di Cipro era in corso l'assedio di Nicosia, il 22 agosto 1570 parte dell'imponente esercito e la flotta turca ottomana capitanata da Lala Kara Mustafa Pascià iniziò l'assedio della città di Famagosta. I veneziani che difendevano la città erano guidati da Marcantonio Bragadin e da Astorre Baglioni.
Dopo la caduta di Nicosia, Lala Kara Mustafa Pascià poté concentrare tutte le forze ottomane, che secondo varie stime erano trà le 80000 unità nelle prime fasi, a 150000-200000 unità impiegate a fine assedio.
Verso metà ottobre, il comandante ottomano Lala Mustafà invitò il governatore della città Bragadin ad arrendersi, donandogli anche un carniere di pernici, ma questi rifiutò sia l'"invito" sia il carniere. Vedendosi rifiutato il proprio invito, il generale turco s'irritò passando quindi a modi "meno cortesi": inviò l'ordine di resa immediata insieme con la testa mozzata e in fase di putrefazione di Niccolò Dandolo, governatore di Nicosia. Questo non spaventò né Bragadin né Baglioni, i quali, dopo aver fatto seppellire i resti con le dovute onoranze funebri, decisero di non arrendersi.
Famagosta aveva un ottimo sistema difensivo: si affacciava al mare ed era protetta da un muro di cinta dotato di quattro bastioni e a sua volta la cinta muraria era protetta da un ampio e profondo fossato. Questo però non poteva resistere all'enorme esercito ottomano, e per giunta in continuo incremento d'unità, che stringeva sotto assedio la piccola città veneziana. A peggiorare la situazione dei veneziani s'aggiunse pure la scarsità di derrate alimentari in giacenza.
I primi attacchi vennero condotti dai giannizzeri, che però furono respinti dalla cavalleria veneziana. Vedendo l'inutilità di questo tipo d'attacco, Lala Mustafà decise di cambiare tattica e di far uso dell'artiglieria: con 25 cannoni e 4 basilischi cominciò a bombardare la città.
Data la loro colossale inferiorità numerica, gli assediati, dal canto loro, non potevano fare altro che resistere con la speranza che da un momento all'altro giungessero in loro aiuto rinforzi da Venezia. Nel frattempo Bragadin e il comandante delle truppe Astorre Baglioni seppero sfruttare al meglio le poche truppe di cui disponevano e il sistema fortificato sul quale si appoggiavano: riuscirono a resistere per tutto l'inverno, in grazia principalmente della loro controbatteria e delle incursioni a sorpresa che effettuavano al di fuori delle mura nell'accampamento degli assedianti.

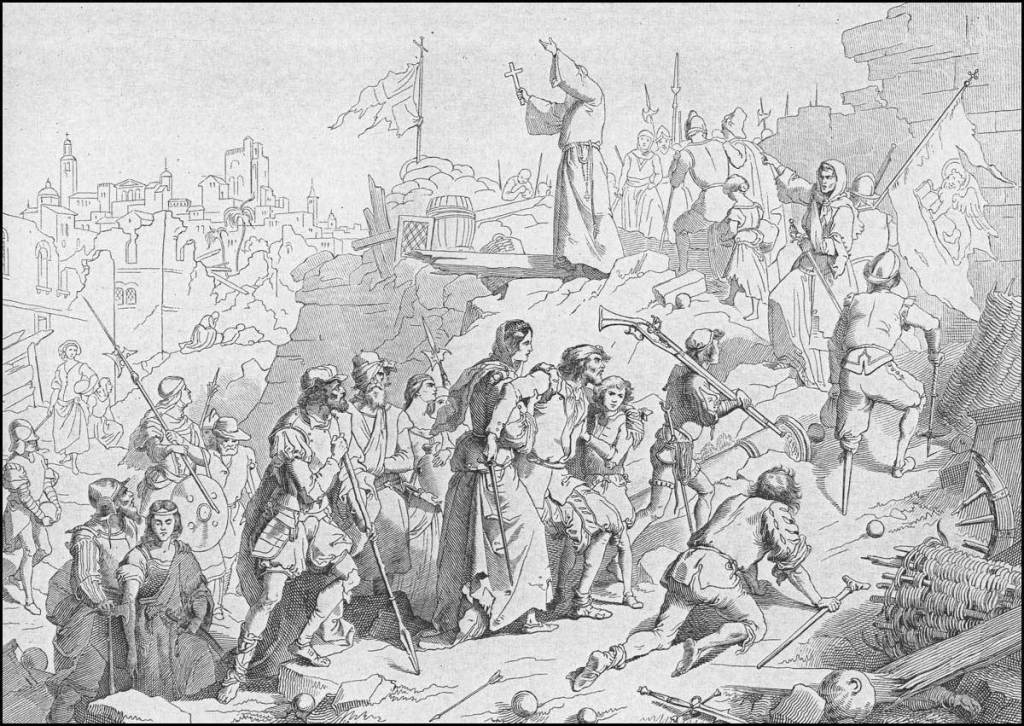
Giuseppe-gatteri 1571 A Famagosta si resiste a tutti i costi

I veneziani minarono ogni tentativo turco di scavare gallerie per penetrare all'interno e attraverso i “gatoli” (trincee tortuose dalle quali i guastatori veneziani e greci potevano sortire e rientrare rapidamente) misero a segno alcuni temerari attacchi a sorpresa, riuscendo anche a sottrarre ai turchi il gonfalone di Nicosia, che gli ottomani sventolavano di fronte a Famagosta. I Veneziani avvelenarono i pozzi esterni e fecero credere di aver fatto evacuare la città, spingendo il nemico ad avvicinarsi senza precauzioni e infliggendogli perdite ingentissime.
Tutto questo non fece altro che irritare maggiormente il generale turco, il quale temeva un'altra rovinosa sconfitta come quella subita durante l'Assedio di Malta avvenuto cinque anni prima; un altro insuccesso militare avrebbe compromesso la sua carriera e forse anche la sua stessa vita. Quindi chiese ulteriori rinforzi e dopo due mesi riuscì a incrementare il proprio esercito assediante raggiungendo le 250 000 unità.
Il 26 gennaio 1571 giunsero a Famagosta 16 galee veneziane guidate da Marcantonio Querini, non per offrire supporto militare contro il nemico, bensì solo per rifornimento di viveri e di nuove truppe, circa 1 600 uomini: tra questi rimase a combattere anche il figlio di Gianantonio Querini, Marcantonio. Un successivo rifornimento di 800 fanti arrivò in marzo.
Agli inizi di aprile l'esercito turco riprese l'attività bellica (per tutto l'inverno non vi furono attacchi militari, ma venne solamente mantenuto l'assedio). Nel frattempo gli ottomani avevano posizionato nuova artiglieria e scavato nuove trincee, in tutto 85 cannoni più alcuni grossi basilischi di bronzo. Riprese quindi anche il bombardamento sulla città, la quale ormai era ridotta a un cumulo di macerie.
Verso fine luglio 1571 Mustafa Pascià, che aveva da poco perso il figlio in battaglia, ordinò il più pesante bombardamento dall'inizio dell'assedio: la torre nord venne in gran parte demolita. Ormai le mura non erano più in grado di resistere e i soldati, in gran parte feriti, erano rimasti appena settecento, incapaci di gestire la difesa.
Il Baglioni e il colonnello Martinengo optarono per la resa. Marcantonio Bragadin prevedeva il tragico destino della città, e decise quindi di sottoscrivere la resa.

## Il tragico epilogo
Il 1º agosto 1571 Famagosta si arrese. I capi veneziani ottennero da Mustafa Pascià la promessa di aver salva la vita a loro e a tutti i cittadini della città ancora in vita, considerando anche l'eventualità che essi decidessero di rimpatriare. I turchi avrebbero messo a disposizione delle imbarcazioni per evacuare i veneziani a Candia, mentre altra parte dell'accordo prevedeva che la popolazione civile non sarebbe stata molestata. Nel documento di capitolazione il comandante turco si era impegnato promettendo e giurando per Dio et sopra la testa del Gran Signore di mantenere quanto nei capitoli si conteneva. Il 4 di agosto, giorno concordato per il disarmo dei veneziani e della consegna delle chiavi della città ai nuovi possessori, c'erano stati scontri verbali tra Bragadin e il comandante turco, che irrimediabilmente avevano portato alla rottura dell'accordo.
Sembra che Lala Mustafà si fosse inizialmente adirato con Bragadin e i suoi capitani dopo aver scoperto dell'uccisione, durante la tregua, di decine di soldati turchi prigionieri dei veneziani, vicenda testimoniata da alcuni superstiti fuggiaschi che avevano raccontato l'accaduto. Inoltre Bragadin si era opposto alla decisione del Pascià di trattenere a Famagosta uno dei capitani veneziani come garanzia del ritorno delle imbarcazioni turche al porto. La richiesta di trattenere un comandante veneto come ostaggio era ragionevole, ma viziata dall'errore di non essere stata inserita direttamente nel capitolato del 1º agosto. L'ostinazione di Bragadin aveva scatenato la rabbia di Mustafà, che a sua volta aveva avuto una reazione di eccessiva violenza, tanto da guadagnarsi, una volta tornato in patria, la disapprovazione e il rimprovero da parte dello stesso sultano. Infatti Mustafà aveva fatto imprigionare i veneziani sulle galere turche, aveva fatto decapitare i capitani al seguito di Bragadin e il colonnello Martinengo, catturato, fu impiccato tre volte. La città venne lasciata in balia delle milizie ottomane, che seminarono la strage.
Marcantonio Bragadin subì una atroce e ingiustificabile serie di torture. Una volta catturato a tradimento, gli furono mozzate ambedue le orecchie e poi fu rinchiuso per dodici giorni in una minuscola gabbia lasciata al sole, con pochissima acqua e cibo, sottoposto allo scherno dei soldati vincitori. Il 17 agosto 1571 venne condotto, dopo altre innumerevoli sevizie e umiliazioni, nella piazza principale e, letteralmente scuoiato vivo a iniziare dalla schiena; quando l’orrenda tortura raggiunse l’ombelico dopo aver passato braccia e gambe, l’eroico governatore veneziano spirò. La sua pelle, ancora oggi conservata a Venezia, venne riempita di paglia e issata sulla nave ammiraglia e portata a Costantinopoli, da dove venne rocambolescamente trafugata in seguito: custodita nell'Arsenale della città in una botte per vivande, fu presa da uno schiavo veneziano, Gerolamo Polidori, che corrompendo guardiani e aiutato dalla fortuna, riuscì a trasportarla via mare in patria. Sepolta nel 1580 nella chiesa di San Gregorio fu trasferita nel 1596 in quella dei Santi Giovanni e Paolo, dove si trova attualmente.
L'eroica resistenza di Famagosta servì in ogni caso a far guadagnare tempo alle forze cristiane, tenendo impegnata l'immensa flotta ottomana: a Lepanto, appena un mese e mezzo dopo, l'armata della Lega Santa ottenne una schiacciante vittoria sulle forze turche.

## Nella letteratura
- Lo scrittore veronese Emilio Salgari ha descritto la battaglia di Famagosta nel suo romanzo Capitan Tempesta.
- Il collettivo Wu Ming tratta le vicende dell'assedio di Famagosta nel romanzo Altai.
- L'assedio, romanzo di Maria Grazia Siliato edito da Mondadori.
- Il romanzo Bragadin dello scrittore russo Sergei Tseytlin (Marcianum Press, Venezia 2014) è dedicato alla figura del comandante veneziano e descrive accuratamente le fasi dell'assedio e della resa.
- Lo storico Alessandro Barbero dedica alcuni capitoli del suo libro "Lepanto - La battaglia dei tre imperi" all'assedio di Famagosta (Laterza editori 2012)